# Ganjam
Ganjam es una ciudad y comité de área notificada situada en el distrito de Ganjam en el estado de Odisha (India). Su población es de 11747 habitantes (2011). Se encuentra a 34 km de Brahmapur y a 139 km de Bhubaneswar.

## Demografía
Según el censo de 2011 la población de Ganjam era de 11747 habitantes, de los cuales 6071 eran hombres y 5676 eran mujeres. Ganjam tiene una tasa media de alfabetización del 85,30%, superior a la media estatal del 72,87%: la alfabetización masculina es del 93,95%, y la alfabetización femenina del 76,12%.

## Clima
| Parámetros climáticos promedio de Ganjam , Odisha | Parámetros climáticos promedio de Ganjam , Odisha | Parámetros climáticos promedio de Ganjam , Odisha | Parámetros climáticos promedio de Ganjam , Odisha | Parámetros climáticos promedio de Ganjam , Odisha | Parámetros climáticos promedio de Ganjam , Odisha | Parámetros climáticos promedio de Ganjam , Odisha | Parámetros climáticos promedio de Ganjam , Odisha | Parámetros climáticos promedio de Ganjam , Odisha | Parámetros climáticos promedio de Ganjam , Odisha | Parámetros climáticos promedio de Ganjam , Odisha | Parámetros climáticos promedio de Ganjam , Odisha | Parámetros climáticos promedio de Ganjam , Odisha | Parámetros climáticos promedio de Ganjam , Odisha |
| Mes                                               | Ene.                                              | Feb.                                              | Mar.                                              | Abr.                                              | May.                                              | Jun.                                              | Jul.                                              | Ago.                                              | Sep.                                              | Oct.                                              | Nov.                                              | Dic.                                              | Anual                                             |
| ------------------------------------------------- | ------------------------------------------------- | ------------------------------------------------- | ------------------------------------------------- | ------------------------------------------------- | ------------------------------------------------- | ------------------------------------------------- | ------------------------------------------------- | ------------------------------------------------- | ------------------------------------------------- | ------------------------------------------------- | ------------------------------------------------- | ------------------------------------------------- | ------------------------------------------------- |
| Temp. máx. media (°C)                             | 27                                                | 30                                                | 34                                                | 36                                                | 37                                                | 33                                                | 32                                                | 31                                                | 32                                                | 32                                                | 30                                                | 28                                                | 31.8                                              |
| Temp. mín. media (°C)                             | 16                                                | 19                                                | 23                                                | 27                                                | 29                                                | 28                                                | 27                                                | 27                                                | 26                                                | 23                                                | 20                                                | 16                                                | 23.4                                              |
| Lluvias (mm)                                      | 12.40                                             | 17.40                                             | 18.60                                             | 15.00                                             | 40.30                                             | 150.00                                            | 282.10                                            | 272.80                                            | 180.00                                            | 93.00                                             | 33.00                                             | 18.60                                             | 1133.2                                            |
| Fuente: MSM Weather                               |                                                   |                                                   |                                                   |                                                   |                                                   |                                                   |                                                   |                                                   |                                                   |                                                   |                                                   |                                                   |                                                   |